# Tanoressia
Con il termine tanoressia si intende la compulsione a esporsi esageratamente ai raggi solari; è la traduzione italiana della parola inglese tanorexia (assimilabile alla sindrome detta tanning addiction), un neologismo composto unendo i termini tan (abbronzatura) e orexía, dal greco órexis (appetito). Come l'anoressia anche la tanoressia può essere considerata una dispercezione corporea. Se l'anoressico non si vede mai abbastanza magro, allo stesso modo il tanoressico ritiene di non essere mai sufficientemente abbronzato, suggestione che può portare il soggetto a una forma di dipendenza dall'abbronzatura.
Nel 2005 un'équipe di studiosi della University of Texas Medical Branch di Galveston ha realizzato un questionario i cui risultati sono stati pubblicati sulla rivista Archives of Dermatology, risultati che secondo gli autori dimostrerebbero l'esistenza di un disordine psichico assimilabile alla dipendenza da droghe o alcool, ma relativo all'eccesso volontario di esposizione ai raggi UV. La tanoressia può condurre a conseguenze gravi legate alla prolungata esposizione ai raggi UV, tra cui il cancro alla pelle, con particolare riferimento al melanoma il cui rischio di insorgenza verrebbe aumentato del 75%.